# Cantón de Olliergues
El cantón de Olliergues era una división administrativa francesa, que estaba situada en el departamento de Puy-de-Dôme y la región de Auvernia.

## Composición
El cantón estaba formado por seis comunas:
- Le Brugeron
- Marat
- Olliergues
- Saint-Gervais-sous-Meymont
- Saint-Pierre-la-Bourlhonne
- Vertolaye

## Supresión del cantón de Olliergues
En aplicación del Decreto nº 2014-210 de 21 de febrero de 2014, el cantón de Olliergues fue suprimido el 22 de marzo de 2015 y sus 6 comunas pasaron a formar parte del nuevo cantón de los Montes de Livradois.